# 1996-os futsal-világbajnokság
Az 1996-os futsal-világbajnokság a harmadik ilyen jellegű futsaltorna volt, melyet 1996. november 24. és december 8. között Spanyolországban rendeztek. A világbajnoki címet a címvédő Brazília szerezte meg.

## Csoportkör

### Első csoportkör

#### A csoport
| Csapat        | Mérk | GY | D | V | RG | KG | GA  | P |
| ------------- | ---- | -- | - | - | -- | -- | --- | - |
| Spanyolország | 3    | 3  | 0 | 0 | 18 | 3  | +15 | 6 |
| Ukrajna       | 3    | 2  | 0 | 1 | 22 | 9  | +13 | 4 |
| Egyiptom      | 3    | 1  | 0 | 2 | 13 | 19 | –6  | 2 |
| Ausztrália    | 3    | 0  | 0 | 3 | 4  | 26 | -22 | 0 |

| 1996. november 24. 18:00 |

| Spanyolország | 7–2               | Egyiptom |
| ------------- | ----------------- | -------- |
|               | (4–0) Jegyzőkönyv |          |

| Palacio de los Deportes, Murcia Nézőszám: 7 500 Játékvezető: Jorge Caballero Vega (paraguayi) |

| 1996. november 24. 20:00 |

| Ukrajna | 11–2              | Ausztrália |
| ------- | ----------------- | ---------- |
|         | (3–0) Jegyzőkönyv |            |

| Palacio de los Deportes, Murcia Nézőszám: 1 500 Játékvezető: Adrian Climent (uruguayi) |

| 1996. november 26. 18:00 |

| Egyiptom | 8–2               | Ausztrália |
| -------- | ----------------- | ---------- |
|          | (2–1) Jegyzőkönyv |            |

| Palacio de los Deportes, Murcia Nézőszám: 1 100 Játékvezető: Terry Mashino (USA) |

| 1996. november 26. 20:00 |

| Spanyolország | 4–1               | Ukrajna |
| ------------- | ----------------- | ------- |
|               | (4–0) Jegyzőkönyv |         |

| Palacio de los Deportes, Murcia Nézőszám: 5 500 Játékvezető: Jose Carlos Das Dores (brazil) |

| 1996. november 28. 12:00 |

| Ukrajna | 10–3              | Egyiptom |
| ------- | ----------------- | -------- |
|         | (5–1) Jegyzőkönyv |          |

| Palacio de los Deportes, Murcia Nézőszám: 500 Játékvezető: Seyed Moosavi (iránl) |

| 1996. november 28. 20:00 |

| Spanyolország | 7–0               | Ausztrália |
| ------------- | ----------------- | ---------- |
|               | (2–0) Jegyzőkönyv |            |

| Palacio de los Deportes, Murcia Nézőszám: 5 000 Játékvezető: Adrian Climent (uruguayi) |

#### B csoport
| Csapat      | Mérk | GY | D | V | RG | KG | GA  | P |
| ----------- | ---- | -- | - | - | -- | -- | --- | - |
| Hollandia   | 3    | 2  | 1 | 0 | 13 | 6  | +7  | 7 |
| Oroszország | 3    | 1  | 2 | 0 | 15 | 5  | +10 | 5 |
| Argentína   | 3    | 1  | 1 | 1 | 7  | 9  | –2  | 4 |
| Kína        | 3    | 0  | 0 | 3 | 3  | 18 | -15 | 0 |

| 1996. november 25. 18:00 |

| Argentína | 2–1               | Kína |
| --------- | ----------------- | ---- |
|           | (0–0) Jegyzőkönyv |      |

| Palacio de los Deportes, Murcia Nézőszám: 1 000 Játékvezető: Perry Gautier (belga) |

| 1996. november 25. 20:00 |

| Hollandia | 2–2               | Oroszország |
| --------- | ----------------- | ----------- |
|           | (0–1) Jegyzőkönyv |             |

| Palacio de los Deportes, Murcia Nézőszám: 1 000 Játékvezető: Ahmad Nik Haji Yakuub (maláj) |

| 1996. november 27. 18:00 |

| Argentína | 2–2               | Oroszország |
| --------- | ----------------- | ----------- |
|           | (2–2) Jegyzőkönyv |             |

| Palacio de los Deportes, Murcia Nézőszám: 1 000 Játékvezető: Antonin Herzog (cseh) |

| 1996. november 27. 20:00 |

| Hollandia | 5–1               | Kína |
| --------- | ----------------- | ---- |
|           | (3–0) Jegyzőkönyv |      |

| Palacio de los Deportes, Murcia Nézőszám: 1 000 Játékvezető: Terry Mashino (USA) |

| 1996. november 28. 12:00 |

| Oroszország | 11–1              | Kína |
| ----------- | ----------------- | ---- |
|             | (4–1) Jegyzőkönyv |      |

| Palacio de los Deportes, Murcia Nézőszám: 500 Játékvezető: Demba Sall (szenegáli) |

| 1996. november 28. 18:00 |

| Hollandia | 6–3               | Argentína |
| --------- | ----------------- | --------- |
|           | (4–1) Jegyzőkönyv |           |

| Palacio de los Deportes, Murcia Nézőszám: 500 Játékvezető: Ahmad Nik Haji Yakuub (maláj) |

#### C csoport
| Csapat      | Mérk | GY | D | V | RG | KG | GA  | P |
| ----------- | ---- | -- | - | - | -- | -- | --- | - |
| Olaszország | 3    | 2  | 1 | 0 | 16 | 5  | +11 | 7 |
| Uruguay     | 3    | 2  | 1 | 0 | 7  | 3  | +4  | 7 |
| USA         | 3    | 1  | 0 | 2 | 12 | 7  | +5  | 3 |
| Malajzia    | 3    | 0  | 0 | 3 | 4  | 24 | -20 | 0 |

| 1996. november 24. 18:00 |

| USA | 0–1               | Uruguay |
| --- | ----------------- | ------- |
|     | (0–1) Jegyzőkönyv |         |

| Pabellon Municipal 'Pedro Delgado', Segovia Nézőszám: 2 050 Játékvezető: Pedro Galan (spanyol) |

| 1996. november 24. 20:00 |

| Malajzia | 1–10              | Olaszország |
| -------- | ----------------- | ----------- |
|          | (1–4) Jegyzőkönyv |             |

| Pabellon Municipal 'Pedro Delgado', Segovia Nézőszám: 2 050 Játékvezető: Olger Linares Campos (Costa Rica-i) |

| 1996. november 26. 18:00 |

| Olaszország | 4–2               | USA |
| ----------- | ----------------- | --- |
|             | (3–2) Jegyzőkönyv |     |

| Pabellon Municipal 'Pedro Delgado', Segovia Nézőszám: 1 000 Játékvezető: Juan Carlos Sciancalepore (argentin) |

| 1996. november 26. 20:00 |

| Uruguay | 4–1               | Malajzia |
| ------- | ----------------- | -------- |
|         | (3–1) Jegyzőkönyv |          |

| Pabellon Municipal 'Pedro Delgado', Segovia Nézőszám: 1 000 Játékvezető: Martinus Van den Bekerom (holland) |

| 1996. november 28. 10:00 |

| Uruguay | 2–2               | Olaszország |
| ------- | ----------------- | ----------- |
|         | (1–0) Jegyzőkönyv |             |

| Pabellon Municipal 'Pedro Delgado', Segovia Nézőszám: 1 000 Játékvezető: Li Zhizhong (kínai) |

| 1996. november 28. 12:00 |

| USA | 10–2              | Malajzia |
| --- | ----------------- | -------- |
|     | (5–1) Jegyzőkönyv |          |

| Pabellon Municipal 'Pedro Delgado', Segovia Nézőszám: 1 000 Játékvezető: Pedro Osvaldo Sepulveda Malig (chilei) |

#### D csoport
| Csapat   | Mérk | GY | D | V | RG | KG | GA  | P |
| -------- | ---- | -- | - | - | -- | -- | --- | - |
| Brazília | 3    | 3  | 0 | 0 | 31 | 5  | +26 | 9 |
| Belgium  | 3    | 2  | 0 | 1 | 13 | 10 | +3  | 6 |
| Irán     | 3    | 1  | 0 | 2 | 12 | 14 | –2  | 3 |
| Kuba     | 3    | 0  | 0 | 3 | 4  | 31 | -27 | 0 |

| 1996. november 25. 20:00 |

| Brazília | 5–2               | Belgium |
| -------- | ----------------- | ------- |
|          | (3–1) Jegyzőkönyv |         |

| Pabellon Municipal 'Pedro Delgado', Segovia Nézőszám: 1 500 Játékvezető: Li Zhizhong (kínai) |

| 1996. november 25. 18:00 |

| Irán | 7–1               | Kuba |
| ---- | ----------------- | ---- |
|      | (3–0) Jegyzőkönyv |      |

| Pabellon Municipal 'Pedro Delgado', Segovia Nézőszám: 1 500 Játékvezető: Mező Béla (magyar) |

| 1996. november 27. 18:00 |

| Belgium | 5–2               | Irán |
| ------- | ----------------- | ---- |
|         | (0–0) Jegyzőkönyv |      |

| Pabellon Municipal 'Pedro Delgado', Segovia Nézőszám: 2 050 Játékvezető: Adrian Tamplin (ausztrál) |

| 1996. november 27. 20:00 |

| Brazília | 18–0              | Kuba |
| -------- | ----------------- | ---- |
|          | (7–0) Jegyzőkönyv |      |

| Pabellon Municipal 'Pedro Delgado', Segovia Nézőszám: 2 050 Játékvezető: Mező Béla (magyar) |

| 1996. november 28. 18:00 |

| Brazília | 8–3               | Irán |
| -------- | ----------------- | ---- |
|          | (2–1) Jegyzőkönyv |      |

| Pabellon Municipal 'Pedro Delgado', Segovia Nézőszám: 2 000 Játékvezető: Martinus Van den Bekerom (holland) |

| 1996. november 28. 20:00 |

| Belgium | 6–3               | Kuba |
| ------- | ----------------- | ---- |
|         | (2–2) Jegyzőkönyv |      |

| Pabellon Municipal 'Pedro Delgado', Segovia Nézőszám: 2 000 Játékvezető: Olger Linares Campos (Costa Rica-i) |

### Második csoportkör

#### E csoport
| Csapat        | Mérk | GY | D | V | RG | KG | GA | P |
| ------------- | ---- | -- | - | - | -- | -- | -- | - |
| Spanyolország | 3    | 3  | 0 | 0 | 8  | 2  | +6 | 9 |
| Oroszország   | 3    | 2  | 0 | 1 | 9  | 4  | +5 | 6 |
| Olaszország   | 3    | 1  | 0 | 2 | 5  | 8  | –3 | 3 |
| Belgium       | 3    | 0  | 0 | 3 | 4  | 12 | -8 | 0 |

| 1996. december 1. 10:00 |

| Olaszország | 4–1               | Belgium |
| ----------- | ----------------- | ------- |
|             | (1–1) Jegyzőkönyv |         |

| Pabellon Municipal 'Ciutat de Castello', Castellon Nézőszám: 2 000 Játékvezető: Jose Carlos Das Dores (brazil) |

| 1996. december 1. 12:00 |

| Spanyolország | 2–0               | Oroszország |
| ------------- | ----------------- | ----------- |
|               | (1–0) Jegyzőkönyv |             |

| Pabellon Municipal 'Ciutat de Castello', Castellon Nézőszám: 2 500 Játékvezető: Li Zhizhong (kínai) |

| 1996. december 2. 18:00 |

| Oroszország | 3–0               | Olaszország |
| ----------- | ----------------- | ----------- |
|             | (1–0) Jegyzőkönyv |             |

| Pabellon Municipal 'Ciutat de Castello', Castellon Nézőszám: 1 500 Játékvezető: Martinus Van den Bekerom (holland) |

| 1996. december 2. 20:00 |

| Belgium | 1–2               | Spanyolország |
| ------- | ----------------- | ------------- |
|         | (1–0) Jegyzőkönyv |               |

| Pabellon Municipal 'Ciutat de Castello', Castellon Nézőszám: 3 000 Játékvezető: Adrian Climent (uruguayi) |

| 1996. december 4. 18:00 |

| Oroszország | 6–2               | Belgium |
| ----------- | ----------------- | ------- |
|             | (2–1) Jegyzőkönyv |         |

| Pabellon Municipal 'Ciutat de Castello', Castellon Nézőszám: 2 000 Játékvezető: Seyed Moosavi (iráni) |

| 1996. december 4. 20:00 |

| Spanyolország | 4–1               | Oroszország |
| ------------- | ----------------- | ----------- |
|               | (2–1) Jegyzőkönyv |             |

| Pabellon Municipal 'Ciutat de Castello', Castellon Nézőszám: 4 500 Játékvezető: Antonin Herzog (cseh) |

#### F csoport
| Csapat    | Mérk | GY | D | V | RG | KG | GA | P |
| --------- | ---- | -- | - | - | -- | -- | -- | - |
| Brazília  | 3    | 2  | 1 | 0 | 12 | 5  | +7 | 7 |
| Ukrajna   | 3    | 1  | 2 | 0 | 11 | 9  | +2 | 5 |
| Uruguay   | 3    | 1  | 0 | 2 | 10 | 14 | –4 | 3 |
| Hollandia | 3    | 0  | 1 | 2 | 9  | 14 | -5 | 1 |

| 1996. november 30. 18:00 |

| Hollandia | 4–4               | Ukrajna |
| --------- | ----------------- | ------- |
|           | (3–2) Jegyzőkönyv |         |

| Pabellon Municipal 'Ciutat de Castello', Castellon Nézőszám: 2 000 Játékvezető: Jorge Caballero Vega (paraguayi) |

| 1996. november 30. 20:00 |

| Brazília | 5–2               | Uruguay |
| -------- | ----------------- | ------- |
|          | (3–1) Jegyzőkönyv |         |

| Pabellon Municipal 'Ciutat de Castello', Castellon Nézőszám: 2 000 Játékvezető: Pedro Galan (spanyol) |

| 1996. december 1. 20:00 |

| Ukrajna | 2–2               | Brazília |
| ------- | ----------------- | -------- |
|         | (1–1) Jegyzőkönyv |          |

| Pabellon Municipal 'Ciutat de Castello', Castellon Nézőszám: 1 000 Játékvezető: Adrian Tamplin (ausztrál) |

| 1996. december 1. 18:00 |

| Uruguay | 5–4               | Hollandia |
| ------- | ----------------- | --------- |
|         | (0–1) Jegyzőkönyv |           |

| Pabellon Municipal 'Ciutat de Castello', Castellon Nézőszám: 1 000 Játékvezető: Terry Mashino (USA) |

| 1996. december 3. 20:00 |

| Hollandia | 1–5               | Brazília |
| --------- | ----------------- | -------- |
|           | (0–2) Jegyzőkönyv |          |

| Pabellon Municipal 'Ciutat de Castello', Castellon Nézőszám: 1 000 Játékvezető: Perry Gautier (belga) |

| 1996. december 3. 18:00 |

| Ukrajna | 5–3               | Uruguay |
| ------- | ----------------- | ------- |
|         | (3–2) Jegyzőkönyv |         |

| Pabellon Municipal 'Ciutat de Castello', Castellon Nézőszám: 1 000 Játékvezető: Nik Ahmad Haji Yaakub (maláj) |

## Egyenes kieséses szakasz

### Elődöntők
| 1996. december 6. 17:00 |

| Brazília | 6–2               | Oroszország |
| -------- | ----------------- | ----------- |
|          | (2–0) Jegyzőkönyv |             |

| Palau Sant Jordi, Barcelona Nézőszám: 8 300 Játékvezető: Antonin Herzog (cseh) |

| 1996. december 6. 19:00 |

| Spanyolország | 4–1               | Ukrajna |
| ------------- | ----------------- | ------- |
|               | (2–0) Jegyzőkönyv |         |

| Palau Sant Jordi, Barcelona Nézőszám: 8 300 Játékvezető: Adrian Climent (uruguayi) |

### A 3. helyért
| 1996. december 8. 10:30 |

| Oroszország | 3–2               | Ukrajna |
| ----------- | ----------------- | ------- |
|             | (1–1) Jegyzőkönyv |         |

| Palau Sant Jordi, Barcelona Nézőszám: 15 500 Játékvezető: Pedro Galan (spanyol) |

### Döntő
| 1996. december 6. 13:00 |

| Brazília | 6–4               | Spanyolország |
| -------- | ----------------- | ------------- |
|          | (3–1) Jegyzőkönyv |               |

| Palau Sant Jordi, Barcelona Nézőszám: 15 500 Játékvezető: Perry Gautier (belga) |

## Győztes
| Az 1996-os futsal-világbajnokság győztese |
| ----------------------------------------- |
| BRAZÍLIA 3. cím                           |

## Külső hivatkozások
- fifa.com Archiválva 2012. május 1-i dátummal a Wayback Machine-ben